# Галич Василь Миколайович
Василь Миколайович Галич (6 квітня 1896, Стрільбичі — 3 квітня 1994, Супіріор ) — український історик, перекладач, громадський діяч у США. Дійсний член НТШ та Американського історичного товариства.

## Біографія
Народився 6 квітня 1896 року в селі Стрільбичі (нині Старосамбірського району Львівської області). Проживав у США з 1912 року.
Докторську дисертацію на тему «Економічні аспекти діяльності українців у США» захистив в університеті штату Айова (1934). Викладав у вищих школах у штаті Вісконсин (1946—1966). Професор Північно-Мічиганського університету. Автор праць з історії український діаспори в Північній Америці.
Переклав англійською мовою працю Михайла Грушевського — «History of the Ukraine» (New Haven, 1940).

## Вибрані праці
- Economic Aspects of Ukrainian Activities in the United States. «University of Iowa Studies: Abstract in History» (Iowa City), 1934, vol. 1, N 3;
- Ukrainians in Western Pennsylvania. «Western Pennsylvania Historical Magazine», 1935, vol. 18;
- Ukrainian Farmers in the United States. «Agricultural History», 1936, N 1; Ukrainians in the United States. Chicago, 1937; Нью-Йорк, 1970;
- Ukraine and Medieval Trade. «Ukrainian Quarterly», 1946, vol. 3, N 4;
- Ukraine: Russia's Most Violent Headache. «Ukrainian Quarterly», 1947, vol. 4; Ukrainians in North Dakota. «North Dakota History», 1951, vol. 10;
- The Red Russian Regime and Continuation of the Old. «Ukrainian Quarterly», 1955, vol. 12, N 1;
- Американські українці, перші змагання, особисті і громадські (1865—1918). В кн.: Українці в американському та канадському суспільствах: Соціологічний збірник. Джерсі-Сіті, 1976.